# Premio ESPY al mejor jugador de la NBA
El Premio ESPY al mejor jugador de la NBA (en inglés: Best NBA Player ESPY Award) es uno de los galardones que otorga la cadena de televisión ESPN dentro de la ceremonia de los Premios ESPY al mejor jugador del año de la NBA.
Entre 1993 y 2004 el galardón era concedido por periodistas, aficionados, deportistas retirados y comentaristas de televisión, pero desde esa fecha son únicamente los aficionados quienes deciden el premio a través de internet. El jugador que más veces lo ha conseguido es LeBron James, que lo ganó en siete ocasiones. Lo sigue Michael Jordan que lo ha ganado el premio en cuatro ocasiones, Tim Duncan, Stephen Curry, Hakeem Olajuwon, Shaquille O'Neal y Kobe Bryant son los otros únicos jugadores en ganar este premio más de una vez.

## Ganadores
|   | Jugador miembro del equipo ganador de las Finales de la NBA             |
|   | Jugador miembro del equipo perdedor de las Finales de la NBA            |
| ω | Indica ganador del Premio Bill Russell al MVP de las Finales de la NBA. |

| Año  | Jugador                                 | Nacionalidad                            | Posición                                | Equipo                                  |
| ---- | --------------------------------------- | --------------------------------------- | --------------------------------------- | --------------------------------------- |
| 1993 | Michael Jordan ω                        | Estados Unidos                          | Escolta                                 | Chicago Bulls                           |
| 1994 | Charles Barkley                         | Estados Unidos                          | Ala-Pívot                               | Phoenix Suns                            |
| 1995 | Hakeem Olajuwon ω                       | Estados Unidos                          | Pívot                                   | Houston Rockets                         |
| 1996 | Hakeem Olajuwon (2)                     | Estados Unidos                          | Pívot                                   | Houston Rockets                         |
| 1997 | Michael Jordan (2) ω                    | Estados Unidos                          | Escolta                                 | Chicago Bulls                           |
| 1998 | Michael Jordan (3) ω                    | Estados Unidos                          | Escolta                                 | Chicago Bulls                           |
| 1999 | Michael Jordan (4)                      | Estados Unidos                          | Escolta                                 | Chicago Bulls                           |
| 2000 | Tim Duncan                              | Estados Unidos                          | Ala-Pívot                               | San Antonio Spurs                       |
| 2001 | Shaquille O'Neal ω                      | Estados Unidos                          | Pívot                                   | Los Angeles Lakers                      |
| 2002 | Shaquille O'Neal (2) ω                  | Estados Unidos                          | Pívot                                   | Los Angeles Lakers                      |
| 2003 | Tim Duncan (2) ω                        | Estados Unidos                          | Ala-Pívot                               | San Antonio Spurs                       |
| 2004 | Kevin Garnett                           | Estados Unidos                          | Ala-Pívot                               | Minnesota Timberwolves                  |
| 2005 | Steve Nash                              | Canadá                                  | Base                                    | Phoenix Suns                            |
| 2006 | Dwyane Wade ω                           | Estados Unidos                          | Escolta                                 | Miami Heat                              |
| 2007 | LeBron James                            | Estados Unidos                          | Alero                                   | Cleveland Cavaliers                     |
| 2008 | Kobe Bryant                             | Estados Unidos                          | Escolta                                 | Los Angeles Lakers                      |
| 2009 | LeBron James (2)                        | Estados Unidos                          | Alero                                   | Cleveland Cavaliers                     |
| 2010 | Kobe Bryant (2) ω                       | Estados Unidos                          | Escolta                                 | Los Angeles Lakers                      |
| 2011 | Dirk Nowitzki ω                         | Alemania                                | Ala-Pívot                               | Dallas Mavericks                        |
| 2012 | LeBron James (3) ω                      | Estados Unidos                          | Alero                                   | Miami Heat                              |
| 2013 | LeBron James (4) ω                      | Estados Unidos                          | Alero                                   | Miami Heat                              |
| 2014 | Kevin Durant                            | Estados Unidos                          | Alero                                   | Oklahoma City Thunder                   |
| 2015 | Stephen Curry                           | Estados Unidos                          | Base                                    | Golden State Warriors                   |
| 2016 | LeBron James (5) ω                      | Estados Unidos                          | Alero                                   | Cleveland Cavaliers                     |
| 2017 | LeBron James (6)                        | Estados Unidos                          | Alero                                   | Cleveland Cavaliers                     |
| 2018 | LeBron James (7)                        | Estados Unidos                          | Alero                                   | Cleveland Cavaliers                     |
| 2019 | Giannis Antetokounmpo                   | Grecia                                  | Ala-Pívot                               | Milwaukee Bucks                         |
| 2020 | No se concedió por la pandemia COVID-19 | No se concedió por la pandemia COVID-19 | No se concedió por la pandemia COVID-19 | No se concedió por la pandemia COVID-19 |
| 2021 | Stephen Curry (2)                       | Estados Unidos                          | Base                                    | Golden State Warriors                   |
| 2022 | Stephen Curry (3) ω                     | Estados Unidos                          | Base                                    | Golden State Warriors                   |
| 2023 | Nikola Jokić ω                          | Serbia                                  | Pívot                                   | Denver Nuggets                          |
| 2024 | Luka Dončić                             | Eslovenia                               | Base                                    | Dallas Mavericks                        |

| Ganador               | Galardones |
| --------------------- | ---------- |
| LeBron James          | 7          |
| Michael Jordan        | 4          |
| Stephen Curry         | 3          |
| Kobe Bryant           | 2          |
| Tim Duncan            | 2          |
| Hakeem Olajuwon       | 2          |
| Shaquille O'Neal      | 2          |
| Giannis Antetokounmpo | 1          |
| Charles Barkley       | 1          |
| Luka Dončić           | 1          |
| Kevin Durant          | 1          |
| Kevin Garnett         | 1          |
| Nikola Jokić          | 1          |
| Steve Nash            | 1          |
| Dirk Nowitzki         | 1          |
| Dwyane Wade           | 1          |

| Equipo                 | Galardones |
| ---------------------- | ---------- |
| Cleveland Cavaliers    | 5          |
| Chicago Bulls          | 4          |
| Los Angeles Lakers     | 4          |
| Miami Heat             | 3          |
| Golden State Warriors  | 3          |
| Dallas Mavericks       | 2          |
| Houston Rockets        | 2          |
| Phoenix Suns           | 2          |
| San Antonio Spurs      | 2          |
| Denver Nuggets         | 1          |
| Milwaukee Bucks        | 1          |
| Minnesota Timberwolves | 1          |
| Oklahoma City Thunder  | 1          |